# Brian Riemer
Brian Riemer (ur. 22 września 1978) – duński trener piłkarski. Od 2024 selekcjoner reprezentacji Danii.

## Kariera trenerska
Riemer karierę trenerską rozpoczął w Albertslund IF. Trenował w tym klubie drużyny młodzieżowe w latach 2001–2003. W 2003 objął funkcję trenera technicznego w młodzieżowych drużynach Norwich City. W 2004 został trenerem zespołu U-19 Hvidovre IF. Pod koniec 2008 pełnił funkcję tymczasowego szkoleniowca pierwszej drużyny Hvidovre. W latach 2009–2018 był związany z klubem FC Kopenhaga. Pełnił w nim funkcje asystenta trenera drużyny U-19, pierwszego trenera zespołu U-19 oraz asystenta Ariëla Jacobsa, a następnie Ståle Solbakkena w pierwszym zespole klubu.
26 października 2018 został asystentem Thomasa Franka w Brentford. W sezonie 2020/2021 doprowadzili zespół do awansu do Premier League. 2 grudnia 2022 Riemer objął funkcję szkoleniowca RSC Anderlecht. W sezonie 2022/2023 osiągnął z klubem ćwierćfinał Ligi Konferencji Europy. We wrześniu 2024 opuścił belgijski zespół.
24 października 2024 został selekcjonerem reprezentacji Danii.

## Statystyki
Stan na 28 czerwca 2025
| Zespół                          | Od                   | Do               | Statystyka | Statystyka | Statystyka | Statystyka | Statystyka |
| Zespół                          | Od                   | Do               | M          | W          | R          | P          | % W        |
| ------------------------------- | -------------------- | ---------------- | ---------- | ---------- | ---------- | ---------- | ---------- |
| Hvidovre IF (trener tymczasowy) | 10 listopada 2008    | 31 grudnia 2008  | 2          | 2          | 0          | 0          | 100,00     |
| RSC Anderlecht                  | 2 grudnia 2022       | 19 września 2024 | 76         | 39         | 20         | 17         | 51,32      |
| Dania                           | 24 października 2024 |                  | 6          | 3          | 1          | 2          | 50,00      |
| Łącznie                         | Łącznie              | Łącznie          | 84         | 44         | 21         | 19         | 52,38      |